# Warcraft: Orcs & Humans
Warcraft: Orcs & Humans, anche noto come Warcraft I (o semplicemente Warcraft), è un videogioco strategico in tempo reale (RTS) sviluppato da Blizzard Entertainment nel 1994.
Insieme a Command & Conquer, Warcraft fu uno dei primi RTS a riscuotere un grande successo e contribuì in modo significativo a rendere popolare questo genere. Orcs & Humans è il primo gioco ambientato nell'universo di Warcraft, e quello che ha dato il via alla serie videoludica Warcraft.

## Trama
L'azione del gioco si svolge nel mondo di Azeroth, un pianeta dell'universo di Warcraft. Gli eventi raccontati dalle campagne di Warcraft I sono noti nel gergo del gioco come la "Prima Guerra". Il conflitto è causato dall'invasione degli orchi, giunti nelle terre degli umani dai territori di Draenor, attraverso un portale magico creato dal Guardiano Medivh con l'assistenza dello stregone Gul'dan. 
Il giocatore può scegliere quale delle due fazioni in lotta impersonare, portandola alla vittoria attraverso una serie di combattimenti campali e determinando il finale della storia. Nei capitoli successivi viene determinato il finale canonico, cioè la vittoria degli orchi, che distruggono il regno di Stormwind e portando alla formazione dell'Alleanza, una coalizione di umani, alti elfi, nani e gnomi, per contrastare l'avanzata dell'Orda degli orchi. 
Parte della storia è narrata nel romanzo di Jeff Grubb L'ultimo Guardiano, pubblicato nel 2001.

## Modalità di gioco
Il giocatore deve raccogliere risorse, costruire edifici e addestrare unità per distruggere gli insediamenti del nemico difendendosi da attacchi continui e crescenti.
Alcune missioni sono ambientate in grotte e castelli dove il giocatore deve condurre le proprie unità all'eliminazione o salvataggio di alcuni personaggi (ad esempio uccidere Medivh o Griselda Manonera, oppure salvare Sir Lothar); in queste mappe non sono presenti edifici e non c'è quindi la possibilità di addestrare unità aggiuntive. Appaiono inoltre unità ostili non appartenenti ad alcuna fazione come ogre, melme o briganti.

### Unità
Molte unità di una fazione hanno un preciso corrispondente nella fazione opposta con differenze puramente estetiche, tranne che per i chierici/necroliti e i maghi/stregoni con le loro abilità speciali.
Di seguito sono elencate le unità degli umani e il corrispettivo degli orchi.
- Peasants/Peons - unità per raccogliere risorse (Oro e Legno) e costruire o riparare strutture.
- Footmen/Grunts - unità che attacca corpo a corpo.
- Archers/Spearmen- unità che attacca a distanza. Sono meno resistenti di Footmen e Grunts.
- Knights/Raiders - unità d'elite resistenti e veloci che attaccano corpo a corpo.
- Catapults/Catapults - muovono e attaccano lentamente, poco resistenti ma uccidono sul colpo numerosi bersagli.
- Clerics/Necrolytes - unità di supporto poco resistenti. I Chierici possono guarire altre unità e potenziarle, i Necroliti evocano scheletri e indeboliscono i nemici.
- Conjurers/Warlocks - unità che lanciano incantesimi offensivi ed evocano potenti creature alleate (scorpioni giganti e elementali d'acqua i primi, ragni giganti e demoni i secondi).

Sono inoltre presenti numerosi nemici non appartenenti ad alcuna fazione che infestano alcune mappe come melme verdi, ragni giganti, elementali del fuoco, ogre, scheletri, briganti.
La maggior parte delle unità rispondono in modo buffo se le si clicca più volte. La Blizzard ha in seguito mantenuto questa caratteristica in tutti i suoi giochi di strategia, e molte altre case editrici di giochi hanno copiato l'idea.

## Riconoscimenti
- 1995 Premier finalist - Computer Gaming World